# Archichlora triangularia
Archichlora triangularia är en fjärilsart som beskrevs av Swinhoe 1904. Archichlora triangularia ingår i släktet Archichlora och familjen mätare. Inga underarter finns listade i Catalogue of Life.